# Полет 6291 на „Юнайтед Експрес“
Полет 6291 на „Юнайтед Експрес“ е редовен вътрешен пътнически полет от международното летище „Дълес“, Вашингтон, до международното летище „Порт Кълъмбъс“, Кълъмбъс, Охайо, Съединените американски щати, управляван от „Атлантик Коуст Еърлайнс“ от името „Юнайтед Експрес“. Късно през нощта на 7 януари 1994 г. самолетът „Бритиш Аероспейс Джетстрийм 41“, който изпълнява полета, попада в срив и се разбива при подход към международното летище „Порт Кълъмбъс“. В катастрофата загиват двамата пилоти, стюардесата и двама пътници. Оцелява тайванско семейство от трима души.
Националният съвет по безопасност на транспорта разследва катастрофата и публикува доклад, в който обвинява екипажа и „Атлантик Коуст Еърлайнс“. Пилотите опитват лошо планиран и нестабилен подход, по време на който не успяват да поддържат нито въздушна скорост, нито височина, а след това реагират неправилно на предупреждението за срив. Ситуацията се усложнявала от факта, че и двамата пилоти нямат опит с електронните системи за пилотиране. Авиокомпанията не осигурява адекватни критерии за стабилизиран подход, подходящи тренировъчни симулатори и обучение на екипажа. В доклада се посочва също, че „Атлантик Коуст Еърлайнс“ допуска грешка с избора на екипаж.
Докладът препоръчва типът предпазни колани, използвани в „Бритиш Аероспейс Джетстрийм 41“, да бъдат премахнати от самолетите и сертифицирането на бъдещи конструкции на предпазни колани да включва тест, който съответства на условията по време на инцидента.